# ببتما
ببتما أو بيباتما أو بياتما ، هي ملكة نوبية كوشية أو زوجة ملك عاشت في عهد الأسرة الخامسة والعشرين في مصر، وهي الزوجة الوحيدة المعروفة للملك كشتا. وهي مذكورة على تمثال مهشم لابنتها المتعبدة الإلهية لآمون أمنرديس الأولى، موجود الآن في المتحف المصري بالقاهرة (CG42198). وذكرت أيضا على عارضة باب وجدت في أبيدوس.

## عائلتها
الملكة ببتما هي زوجة الملك كشتا، وهناك العديد من الأبناء المسجلين والمحتملين كثمرة لهذا الزواج:
- الملك بيعنخي - المعتقد أنه ابن الملك كشتا، وبالتالي ربما يكون ابن ببتما.
- الملك شباكا - ذكر بأنه أخو أمينيرديس الأولى، ومن ثم يكون ابن كشتا وببتما.[2][4]
- الملكة خنسا - زوجة بيعنخي، يعتقد أنها ابنة كشتا[4] وبالتالي ببتما.[2]
- الملكة بيكساتر (أو باكساترو) - كانت متزوجة من بيعنخي ودفنت في أبيدوس. وقد تكون ماتت أثناء مرافقة بيعنخي في حملة على مصر.[4] ويقول لامينغ وماكدام ان الملكة ببتما قد تبنتها.[3]
- زوجة الإله آمون أمينيرديس الأولى - هناك تمثال لأمينرديس يذكر أنها ابنة كشتا وببتما.
- نفروكاكاشتا - يعتقد أن تكون ابنة كشتا[4] وربما كذلك ببتما.[2]